# Спинола, Амброзио
Амбро́зио Спи́нола-До́риа (исп. Ambrosio Spínola Doria; Амбро́джо Спино́ла-До́риа, итал. Ambrogio Spinola Doria; 1569, Генуя — 25 сентября 1630, Кастельнуово-Скривия) — итальянский кондотьер и испанский полководец из генуэзского рода Спинола, командовавший армиями Габсбургов на заключительном этапе Восьмидесятилетней войны; 1-й маркиз де Лос-Бальбасес, 1-й герцог Сесто.

## Происхождение
Старший сын маркиза Филиппа Спинолы и его жены Полинессы Гримальди, дочери князя Салерно. Семья Спинолы принадлежала к числу четырёх олигархических семейств, державших в своих руках управление Генуэзской республикой.
В XVI веке республика практически попала под протекторат Испании, а генуэзские банкиры имели полный контроль над испанскими финансами. Несколько младших братьев Амброзио Спинолы отправились искать удачу в Испании, а один брат, Федерико, решив стать военным — во Фландрию. Старший брат остался дома, чтобы жениться и продолжить род; в 1592 году он женился на дочери графа Галеррата, Джованне Вачидонне.
Из сыновей Амброджо и Джованны Агустин Спинола (1597—1649) последовательно занимал архиепископские кафедры в Гранаде, Сантьяго и Севилье, а Филиппо Спинола, герцог Сан-Северино (1594—1659) унаследовал титулы и владения отца.

## Восьмидесятилетняя война
В 1602 году он и его брат Федерико нанялись на службу испанской короне. Это было рискованное мероприятие. Амброзио нанял за свой счёт 1000 человек для наземной службы, а Федерико — эскадру галер для службы в прибрежных водах. Несколько галер Федерико были уничтожены англичанами при попытке войти в Ла-Манш. Сам он погиб в бою с голландцами 24 мая 1603 года. Амброзио Спинола направился со своими людьми во Фландрию по земле. В течение первых месяцев его нахождения во Фландрии испанский двор рассматривал планы вторжения в Британию с использованием отряда Амброзио. Однако планы остались не реализованными. В конце года он отправился в Италию за новыми солдатами. В сентябре 1604 года он возглавил осаду Остенде и довёл её до успешного конца. Осада началась за три года до этого, а потери испанцев за всё время осады составили 70 000 человек. Победителю достались развалины.
Победа принесла Амброзио уважение и доверие эрцгерцога Альбрехта и инфанты Клары Евгении, которые управляли Фландрией, а также любовь солдат. По завершении кампании он отправился в Испанию на военный совет в Вальядолид, на котором был назначен главнокомандующим испанскими войсками во Фландрии. В апреле Амброзио вернулся в Брюссель и открыл кампанию. Война в Нидерландах практически полностью состояла из осад, которые принесли ему ещё большую славу.
Испанское правительство постепенно удалило его из Испании. Вплоть до подписания в 1609 году Двенадцатилетнего перемирия, вызванного взаимным истощением воюющих сторон, Амброзио Спинола продолжал командовать войсками. После подписания мира он сохранил за собой пост. Он вёл переговоры с Францией, когда принц Конде с женой бежал во Фландрию, стараясь удалить её от внимания со стороны Генриха IV.

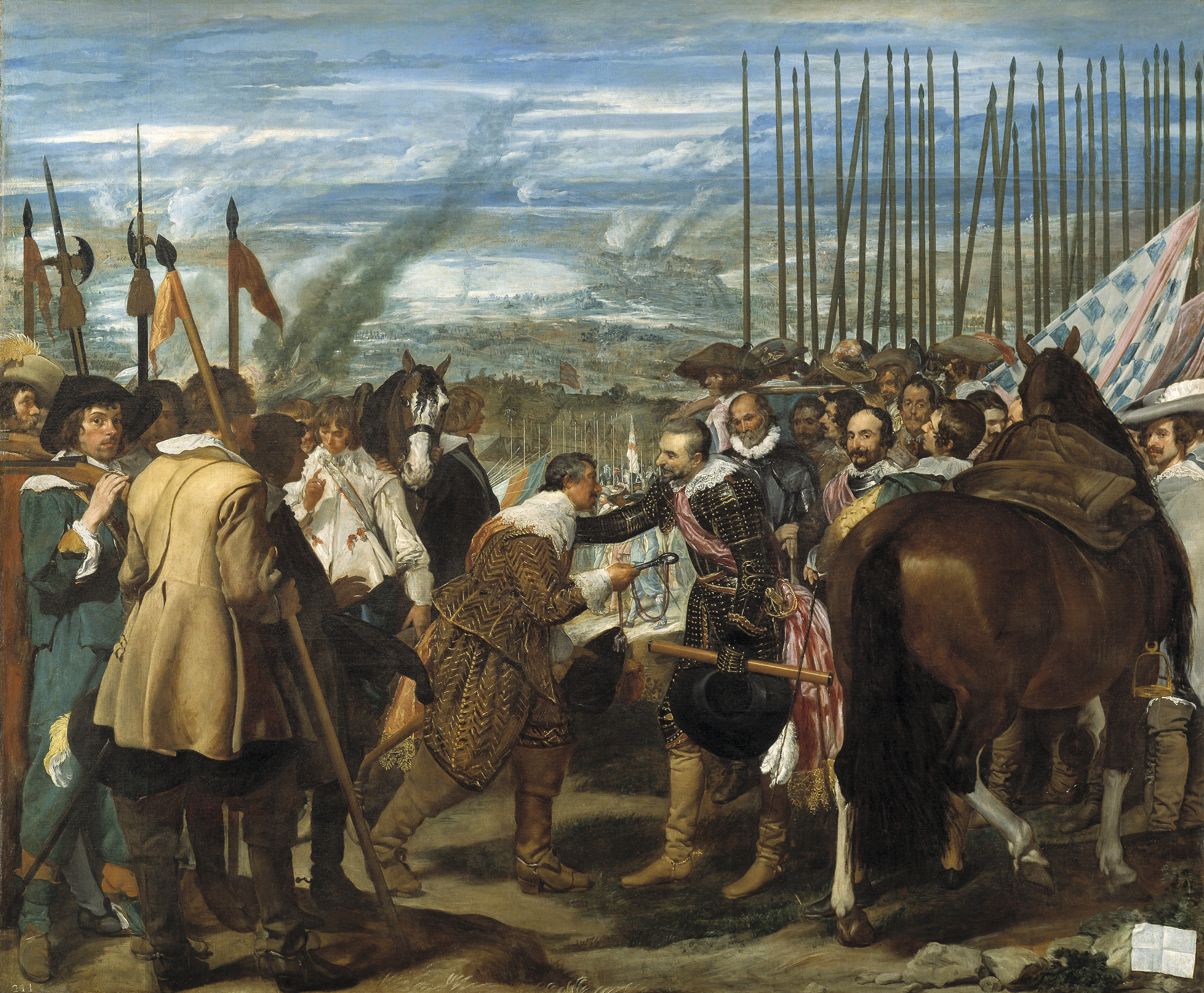
«Сдача Бреды», Диего Веласкес, 1634-35, Прадо. Юстин Нассауский вручает ключи от города Амброзио Спиноле.

## Тридцатилетняя война
В начале Тридцатилетней войны войска Спинолы участвовали в упорной кампании в Нижнем Пфальце, после чего он получил звание капитана-генерала. После возобновления войны в Голландии в 1621 году он одержал свою наиболее значительную победу, захватив Бреду после долгой осады (28 августа 1624 — 5 июня 1625) и отразив все попытки Морица Нассауского спасти город. Сдача Бреды является сюжетом знаменитой картины Диего Веласкеса, в которой Спинола написан по памяти.
Взятие Бреды оказалось кульминацией карьеры Спинолы. Нехватка финансов и новый фаворит Оливарес прервали его успехи. Спинола не смог препятствовать Фридриху Генриху Оранскому взять Грольи и вернулся в Испанию, решив больше не возвращаться во Фландрию.
Тем временем испанский двор начал войну за обладание Мантуанским герцогством. Спинола получил назначение. Он высадился в Генуе 19 сентября 1629 года, но и здесь его преследовали интриги Оливареса. Здоровье Спинолы надломилось и он умер во время осады Казаля 25 сентября 1630 года.